# Chaetomitrium elegans
Chaetomitrium elegans är en bladmossart som beskrevs av Geheeb 1889. Chaetomitrium elegans ingår i släktet Chaetomitrium och familjen Hookeriaceae. Inga underarter finns listade i Catalogue of Life.